# Király László György
Király László György (Kecskemét, 1956. december 24. – 2020. május 11. vagy előtte) közgazdász, adótanácsadó, az APEH volt elnöke (2002–2005).

## Tanulmányai
Általános és középiskolai tanulmányait Kecskeméten, a Katona József Gimnázium matematika tagozatos osztályában végezte, majd a Marx Károly Közgazdaságtudományi Egyetem Tervgazdasági szakán szerzett diplomát 1981-ben. Egyetemistaként a Rajk László Szakkollégium tagja volt. Ő alapította és szerkesztette az első időkben a Szak-lap című belső újságot. Tagja volt a diákbizottságnak is. A szakkollégiumban folytatott szakmai tevékenysége mellett szorosan kapcsolódott a Népgazdaság Tervezése tanszék Jövőkutató Csoportjának munkájához, ahol dr. Nováky Erzsébet volt a tanára. 1981-ben diplomázott "Kecskemét társadalmi-gazdasági fejlődése az ezredfordulóig" című disszertációjával.
1984-ben szerzett doktori címet az MKKE-n "Alternatívák Kecskemét társadalmi-gazdasági fejlődésére (rendszerszemléletű közelítés)" című dolgozatával.
1996 és 1998 között elvégezte a Budapesti Közgazdaságtudományi Egyetem posztgraduális képzését, és közigazgatási menedzser diplomát szerzett. Szakdolgozatának címe: "Teljesítménymérés és értékelés az adóigazgatásban"
Adótanácsadói képesítést 1999-ben szerzett, 2010 óta bejegyzett adószakértő.
Angol, német, orosz és francia nyelvből van középfokú nyelvvizsgája. (Saját bevallása szerint azonban valójában csak az angollal boldogul valamelyest ...)

## Szakmai életrajza
Az egyetem elvégzése után Kecskeméten, a KSH Bács-Kiskun megyei Igazgatóságán helyezkedett el, ahol 1981 februárjától 1983 májusáig  közgazdász-csoportvezetői munkakörben dolgozott. Habár e rövid idő alatt még 9 hónapig katonai szolgálatot is teljesített, a térképi ábrázolás számítástechnikai lehetőségeivel kapcsolatos, Tohai Lászlóval közösen írt tanulmányáért elnöki dicséretben részesült.
Ezt követően az MSZMP Bács-Kiskun megyei Bizottságának állományába került. A gazdaságpolitikai osztály munkatársaként elsősorban a tervezési, területfejlesztési és munkaügyi elemzéseket, statisztikai feldolgozásokat készített. 
1989-ben nevezték ki a Központi Statisztikai Hivatal Bács-Kiskun megyei Igazgatóságának vezetőjévé. Irányításával hajtották végre a megyében az 1990-es népszámlálást. 
1991 szeptemberében saját kérésére távozott a KSH-ból, és egy kozmetikai cikkek magyarországi márkaképviseletét ellátó vállalkozás kereskedelmi igazgatójaként dolgozott. Ezt a tevékenységet 1995 májusáig látta el. 
Időközben 1993-tól a Kecskeméti Városi Televízióban szerkesztője majd szerkesztő-műsorvezetője lett a "Zsebremegy" című gazdasági magazinműsornak. A kozmetikai kereskedő cégből való távozása után saját vállalkozást alapított, amely saját műsorokat készített a helyi televízió számára. Ezzel párhuzamosan 1995 decemberétől 1996 február végéig a kecskeméti Hírös Sütőipari Vállalat kereskedelmi igazgatói posztját is betöltötte.
1996-ban megnyerte az Adó- és Pénzügyi Ellenőrzési Hivatal Bács-Kiskun megyei igazgató posztjára kiírt pályázatot, és márciustól ellátta ezt a feladatot. Megyei igazgatóként kezdeményezője, és első szervezője volt 1998-ban az Adóhivatali Dolgozók Országos Konferenciája (ADOK) rendezvénynek. Szerepe volt abban, hogy a végrehajtási és méltányossági ügyek önálló igazgatóhelyettes irányítása alatt álló szakterületté váljanak országosan. Megyei igazgatóként több nemzetközi tanfolyamon és konferencián vett részt (Ausztria 1996, Írország 1999, Spanyolország 2000, Svédország 2001), 1998-ban pedig három hetes tanulmányúton tanulmányozhatta az USA adórendszerét.
2002 júniusában László Csaba pénzügyminiszter kinevezte az adóhivatal első emberévé. Elnöki tevékenységét az ún. "hosszú bájtok éjszakája" kivizsgálásával kezdte. A mendemondák szerint 1998 augusztusában, a Simicska Lajos APEH elnökké történő kinevezését követő hétvégén vagy novemberben – halottak napján – töröltek, módosítottak, vagy átírtak adatokat a számítógépes rendszerben, ezzel számukra kedvezőbb helyzetbe hozva a kiválasztott cégeket. A vizsgálat során nem találtak semmi arra utaló jelet, hogy az APEH informatikai rendszerébe beavatkoztak volna. 
Elnöki megbízatása időtartama alatt végrehajtó bizottsági tagja volt az IOTA (Intra-European Organisation of Tax Administrations) nevű, az európai országok adóhivatalait tömörítő szervezetnek. Ebben az időszakban – hivatalból – ő volt a főszerkesztője az Adóvilág és az Adó- és Pénzügyi Értesítő című folyóiratoknak. Alelnöke volt a Magyar Pénzügyi és Gazdasági Ellenőrök Közhasznú Egyesületének. (Ezt a funkciót az adóhivatal éléről való távozás után is megtartotta, 2010 elejéig.)
2004 májusa, Magyarország Európai Unióhoz való csatlakozása után a közösségen belüli szabad kereskedelem sajátos mellékhatásaként folyamatosan problémák voltak az általános forgalmi adó bevételekkel. E problémák kezelését illetően eltérő véleményen volt Draskovits Tibor akkori pénzügyminiszterrel, ami 2005 februárjában az adóhivatal éléről történő lemondásához vezetett.
2005 májusától a Pénzügyi Szervezetek Állami Felügyelete (PSZÁF) egy évvel korábbi átalakításakor létrehozott irányító testület, az öt tagú Felügyeleti Tanács addig betöltetlen helyére nevezték ki. Ezt a funkciót 2009 év végéig, a Tanács megszűnéséig töltötte be.
Jelenleg saját, adótanácsadó vállalkozását irányítja. Publikációs tevékenységét a cég honlapján megjelenő blogon és a Perfekt Zrt. szakmai blogján fejti ki.
A Corvinus Egyetem címzetes docense. Rendszeresen tart előadást "Bevezetés az adózásba" címmel. Ugyancsak oktatója az ELTE ÁJK Továbbképző Intézetének, ahol adójogi szakjogászképzés keretében tart órákat. 2007 és 2009 között a Századvég Politikai Főiskolán gazdaságpolitikát oktatott.

## Családja
Felesége gyógytestnevelő volt. 
Gyermekei: András (1985) közgazdász, Kata (1987) biológus

## Művészeti tevékenysége
Fotográfusként 2004-ben debütált szülővárosában, Kecskeméten. 2006-ban választotta tagjai közé a Magyar Fotóművészek Szövetsége a volt kecskeméti szovjet laktanya romos épületeiben készült, nagy hatású, geometriai formákat felvonultató sorozata alapján. Számos egyéni tárlata mellett  főleg barátjával és alkotótársával, Öveges Lászlóval együtt vett részt kiállításokon – eddig már közel 20 alkalommal. A Zoom Magazin 2009. év elején hosszabb cikkben mutatta be olvasóinak.  Egyike annak az öt alkotónak, akiknek képei Brüsszelben a magyar elnökség idején az Európai Unió Tanácsának épületét (a Justus Lipsius Ház) díszítették. Alkotói munkája mellett művészetszervezői tevékenysége is jelentős. 2005 óta tagja, 2011 augusztusától pedig elnöke  a Magyar Fotográfiai Múzeumot működtető alapítvány kuratóriumának. Kezdeményezője és egyik kurátora a Kecskeméti Fotószalonnak. Több fotográfiai tárgyú könyv kiadását segítette elő.  2011-ben szűkebb pátriája, Bács-Kiskun megye Művészeti Díjával tüntették ki.
Király képeire a konkrét valóság mögötti rend, struktúra keresése jellemző, alkotásait előszeretettel nevezi „lírai absztrakt”-nak. Alkotói programja arra irányul, hogy bemutassa: a művészi absztrakt nem valamiféle elvont, a való világtól idegen formai játék, hanem csupán a ténylegesen létező dolgok sajátos látásmódú bemutatása.

## Művei
- Kecskemét. Város az aranyhomokon Magyarország közepén; főszerk. Ballai József, szerk. Király László György; Polgármesteri Hivatal, Kecskemét, 1992  (angolul, németül is)